# Красна-Гура (Опольське воєводство)
Красна-Гура (пол. Krasna Góra, нім. Sonnenberg) — село в Польщі, у гміні Немодлін Опольського повіту Опольського воєводства.
Населення — 298 осіб (2011).

## Демографія
Демографічна структура станом на 31 березня 2011 року:
|          | Загалом | Допрацездатний вік | Працездатний вік | Постпрацездатний вік |
| -------- | ------- | ------------------ | ---------------- | -------------------- |
| Чоловіки | 163     | 39                 | 113              | 11                   |
| Жінки    | 135     | 34                 | 83               | 18                   |
| Разом    | 298     | 73                 | 196              | 29                   |